# Chiesa del Gesù Nuovo
La chiesa del Gesù Nuovo, o della Trinità Maggiore, è una chiesa basilicale di Napoli, sita in piazza del Gesù Nuovo di fronte all'obelisco dell'Immacolata e alla basilica di Santa Chiara.
Si tratta di una delle più importanti e vaste chiese della città, tra le massime concentrazioni di pittura e scultura barocca, alla quale hanno lavorato alcuni dei più influenti artisti della scuola napoletana.
All'interno è custodito il corpo di san Giuseppe Moscati, canonizzato da papa Giovanni Paolo II nel 1987.

## Storia

### Palazzo Sanseverino
In origine insisteva in quell'area il palazzo Sanseverino, progettato e ultimato nel 1470 da Novello da San Lucano per espresso volere di Roberto Sanseverino principe di Salerno. Cita una targa posta nella facciata dallo stesso Novello:

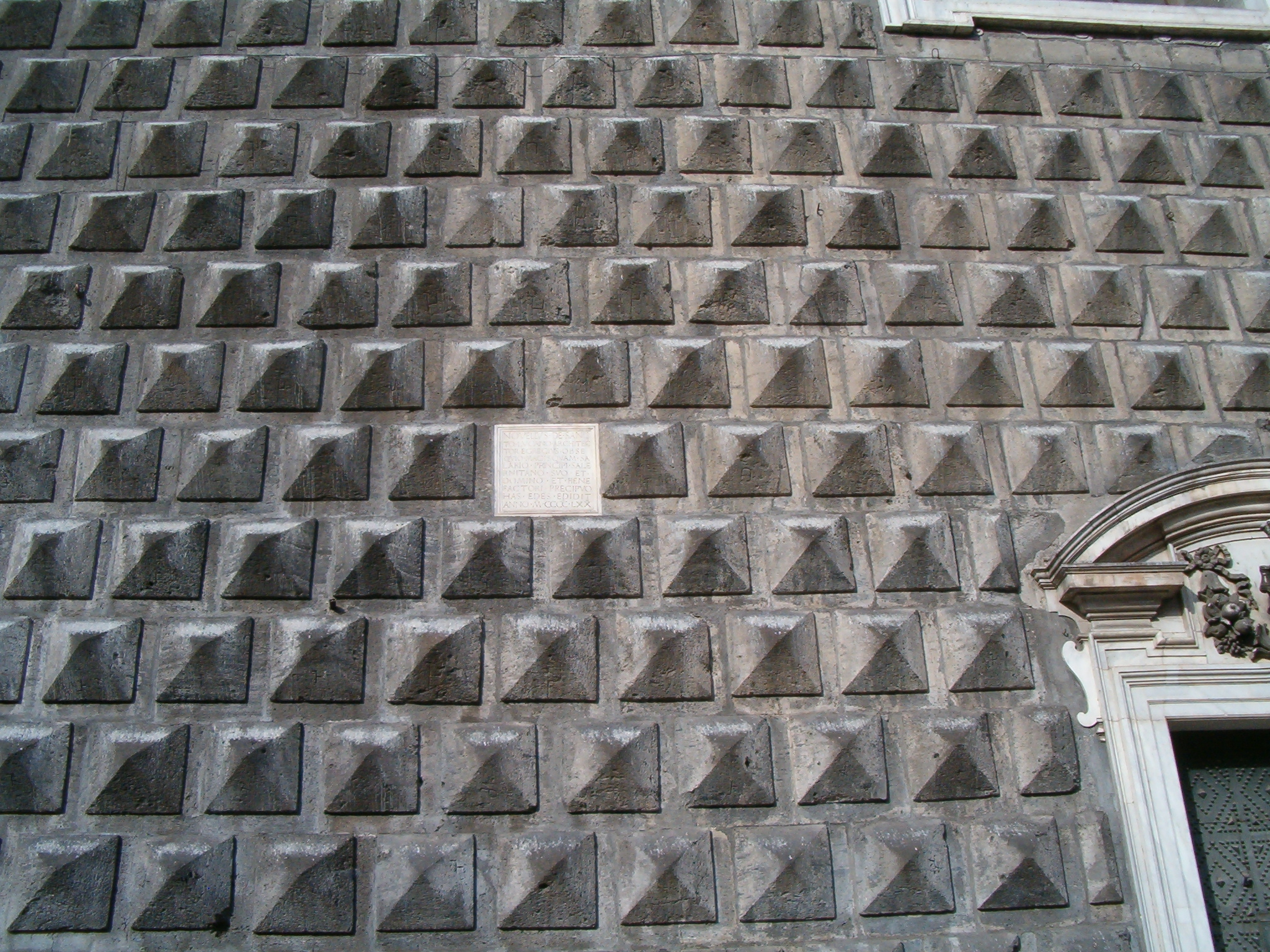
Particolare del bugnato della facciata; al centro l'epigrafe marmorea di Novello da San Lucano

Da Roberto poi, l'edificio passò al figlio Antonello che, per contrasti con la Corte aragonese (essendosi posto a capo della congiura dei baroni nel 1485), in quello stesso anno subì la confisca dei beni e fu pertanto costretto a fuggire da Napoli. Successivamente, suo figlio Roberto II ottenne il perdono dal re di Spagna e la famiglia poté tornare nel palazzo dove tenne in seguito le celebri "accademie", che ne furono vanto. Ospite del palazzo fu Pietro Aretino, che vi incontrò i letterati napoletani Scipione Capece ed Antonio Mariconda.
Ai tempi del figlio di Roberto II, Ferrante Sanseverino, e della moglie Isabella Villamarina, il palazzo era celebre per la bellezza dei suoi interni, le sale affrescate e lo splendido giardino. Era inoltre un punto di riferimento per la cultura napoletana rinascimentale nella persona di Bernardo Tasso, segretario di don Ferrante. Quando nel 1536 Carlo V venne a Napoli, reduce dalle sue imprese d'Africa (conquista di Tunisi), Ferrante, che aveva partecipato alla spedizione, lo accolse nel suo palazzo, organizzando in suo onore una festa sfarzosissima rimasta celebre nelle cronache dell'epoca.
Sotto il viceregno di don Pedro di Toledo, nel 1547 fu tentato di introdurre a Napoli l'inquisizione spagnola. Il popolo si ribellò e Ferrante Sanseverino sostenne l'opposizione popolare. Pur riuscendo ad impedire questa grave iattura per Napoli, tuttavia egli non poté evitare la vendetta degli spagnoli, che gli confiscarono tutti i beni e lo obbligarono nel 1552 ad andare in esilio.
I beni dei Sanseverino (almeno riguardo al ramo dei principi di Salerno), passarono allora al fisco e furono messi in vendita per volontà di Filippo II. Nel 1584 il palazzo con i suoi giardini fu acquistato dai gesuiti, grazie anche all'interessamento del nuovo viceré spagnolo, don Pedro Girón, duca di Osuna. I gesuiti, tra il 1584 ed il 1601, riadattarono l'edificio civile a chiesa, istituendo poi, in quell'area, la cosiddetta "insula gesuitica", cioè il complesso di edifici ospitanti la compagnia di Gesù, composta, oltre che dalla chiesa, anche dal Palazzo delle Congregazioni (1592) e dalla Casa Professa dei Padri Gesuiti (1608).

### Chiesa

Altare maggiore

Entrati in possesso del palazzo, i gesuiti incaricarono della ristrutturazione di tutto il complesso i loro confratelli Giuseppe Valeriano e Pietro Provedi. Essi sventrarono completamente il sontuoso palazzo, non risparmiando né le splendide sale né i giardini; le uniche parti che si salvarono furono la facciata a bugne (riadattata alla chiesa) ed il portale marmoreo rinascimentale. I lavori furono finanziati dalla principale benefattrice dei gesuiti di Napoli: Isabella Feltria Della Rovere, principessa di Bisignano (in quanto moglie di Niccolò Bernardino Sanseverino, ultimo esponente del ramo dei Sanseverino principi di Bisignano). Il nome della principessa, insieme a quello di Roberto I Sanseverino, è ricordato nell'iscrizione racchiusa in un cartiglio marmoreo presente sull'architrave del portale principale. Il cartiglio fu apposto nel 1597, come indica la data in fondo alla stessa iscrizione, che corrisponde all'anno in cui la chiesa fu aperta al culto. La consacrazione avvenne invece il 7 ottobre 1601 e la chiesa fu intitolata alla Madonna Immacolata, patrona del casato del viceré don Pedro Girón, come riconoscimento per la sua mediazione nella vendita dell'antico palazzo ai gesuiti. Tuttavia, la nuova chiesa fu fin da subito chiamata correntemente "del Gesù Nuovo", per distinguerla dall'altra già esistente, divenuta ormai "del Gesù Vecchio".
Tra 1629 e il 1634 fu eretta una prima cupola con lavori diretti dal gesuita Agatio Stoia su progetti del Valeriano e del Provedi e nel 1635-1636 Giovanni Lanfranco affrescò la cupola con uno stupefacente Paradiso da tutti ammirato. Nel 1639 la chiesa, a causa di un incendio, fu sottoposta a lavori di restauro che furono diretti da Cosimo Fanzago. Nel 1652 Aniello Falcone fu incaricato di affrescare la volta della grande sacrestia.
Nel 1688 un terremoto causò il crollo della cupola ed il danneggiamento degli interni. Tra il 1693 e il 1695 si procedette così ai lavori di ricostruzione e completamento della chiesa: la cupola fu ricostruita da Arcangelo Guglielmelli.
Inoltre, nel 1695, l'originale portale marmoreo rinascimentale fu arricchito con due colonne, un frontone spezzato, quattro angeli e lo stemma della Compagnia di Gesù. 

Nel 1717 tutto il complesso fu rinforzato su progetto di Ferdinando Fuga, con l'erezione di contropilastri e sottarchi. Paolo De Matteis inoltre dipinse nell'intradosso della cupola ricostruita una Gloria della Vergine, affresco che, tuttavia, fece rimpiangere il perduto Paradiso del Lanfranco. Nel 1725 il cantiere del Gesù Nuovo si può dire concluso. 

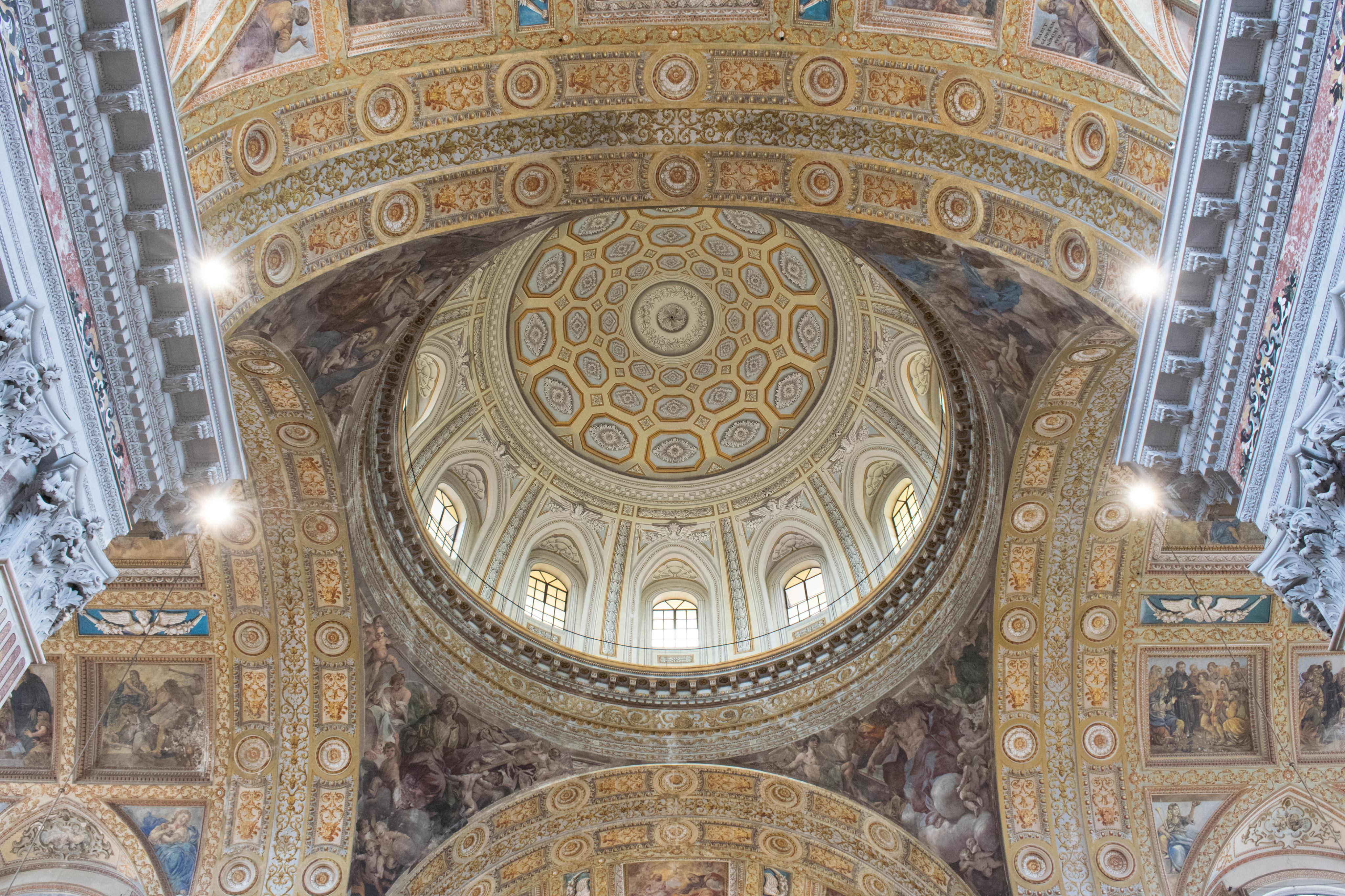
Interno della cupola così come fu ricostruita nel 1786

Nel 1767, dopo che i gesuiti furono banditi dal regno di Napoli, la chiesa passò ai francescani riformati, provenienti dai conventi di Santa Croce e della Trinità di Palazzo, che diedero alla chiesa il nome di Trinità Maggiore. I francescani, però, rimasero poco a causa dell'incerta statica dell'edificio. Infatti, nel 1774, in seguito ad un secondo parziale crollo della cupola, questa fu totalmente abbattuta, mentre la chiesa rimase chiusa per circa trent'anni. Nel 1786 l'ingegnere Ignazio di Nardo si dedicò alla nuova copertura della chiesa: la cupola fu sostituita con una falsa cupola a calotta schiacciata ("scodella") che oggi si presenta dipinta con un trompe l'oeuil a cassettonato prospettico. Le navate ed il transetto invece furono provviste di un tetto a capriate.
Nel 1804 i gesuiti furono riammessi nel Regno, ma nuovamente espulsi durante il periodo napoleonico, dal 1806 al 1814. Rientrati i Borbone, nel 1821 la chiesa tornò in possesso della Compagnia di Gesù. Tuttavia, nel 1848 e 1860 i gesuiti furono nuovamente allontanati. L'8 dicembre del 1857, l'altare maggiore ideato dal gesuita Ercole Giuseppe Grossi fu ultimato e la chiesa dedicata all'Immacolata Concezione. Nel 1900 l'ordine dei gesuiti poté rientrare definitivamente.
La chiesa subì gravi danni durante gli attacchi aerei su Napoli della seconda guerra mondiale. Durante uno di questi bombardamenti, una bomba cadde proprio sul soffitto della navata centrale rimanendo miracolosamente inesplosa. Oggi la bomba, resa inerte, è esposta nei locali attigui alla navata destra della chiesa, dedicati a san Giuseppe Moscati.
Nel 1975 la chiesa è stata nuovamente restaurata sotto la direzione di Paolo Martuscelli. I lavori sono stati seguiti anche dal padre gesuita Antonio Volino, che ha provveduto, tra l'altro, all'ennesima riparazione della pseudocupola.

## Descrizione

### Esterno
La caratteristica facciata di palazzo Sanseverino fu conservata quale facciata della sovrimposta chiesa. Essa è caratterizzata da particolari bugne in forma di massicce piramidi aggettanti (dette "diamanti"), consuete nel Rinascimento veneto. Le piramidi presentano dei criptici segni incisi dai tagliapietra napoletani addetti alla sagomatura del piperno, durissima pietra locale, segni interpretati come identificativi delle diverse squadre di lavoro.

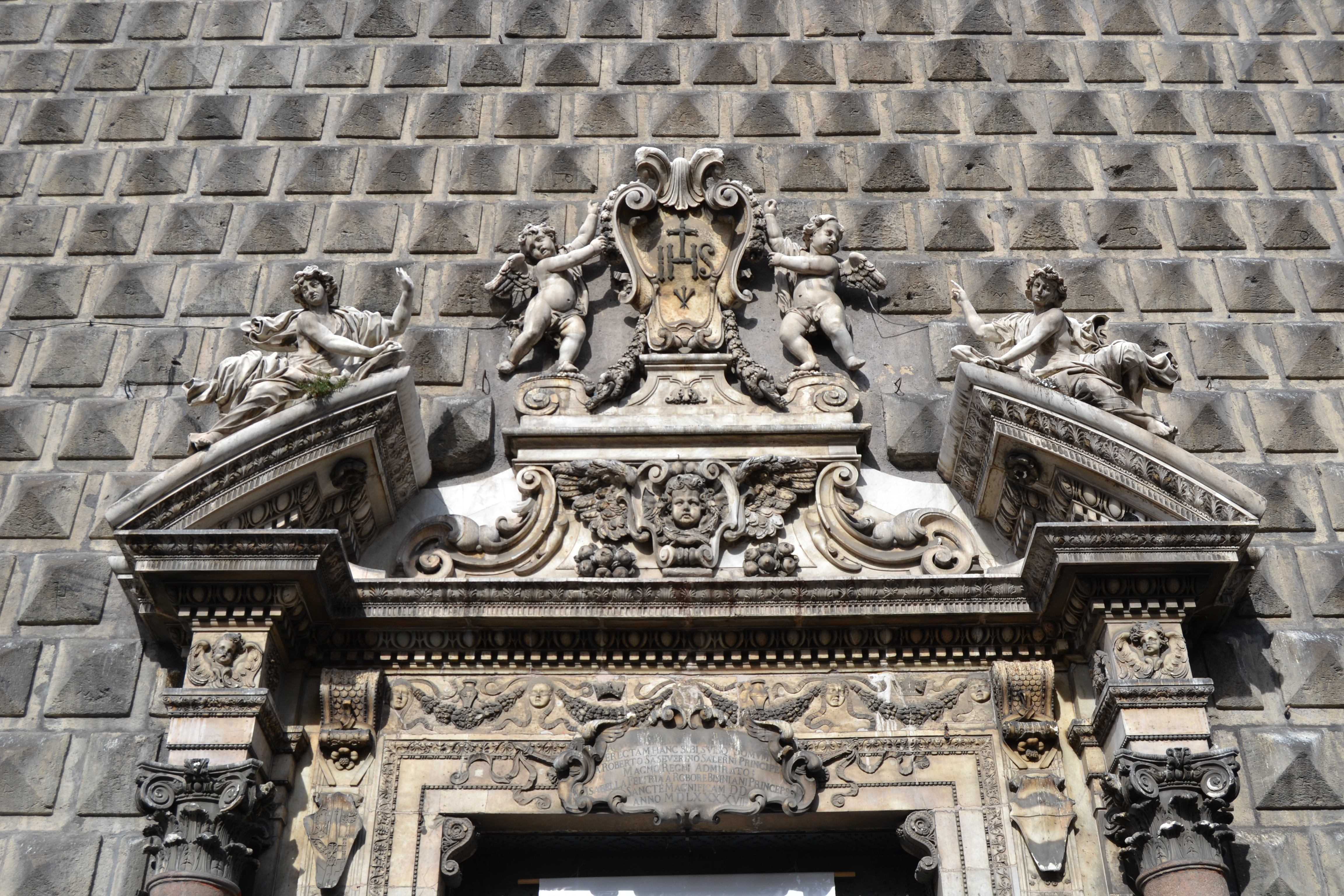
Particolare del portale dopo le aggiunte barocche

Anche la parte centrale del portale marmoreo appartiene al vecchio palazzo Sanseverino e risale agli inizi del XVI secolo. Tuttavia, nel 1695 i gesuiti apportarono alcune modifiche aggiungendo bassorilievi barocchi alle mensole su cui poggia il fregio superiore e al cornicione: prolungando la cornice del portale, essi aggiunsero lateralmente al portale due colonne corinzie di granito rosso e, sopra, un frontone spezzato sormontato dallo stemma della Compagnia di Gesù - con due cherubini in marmo nell'atto di sorreggere lo stemma - e altri due angeli più grandi, sempre in marmo, uno su ciascun lato del frontone. Ciascuno di questi due angeli tiene un braccio alzato e poggia l'altro braccio sul frontone. L'angelo di sinistra tiene alzato il braccio sinistro con la mano aperta, quasi in segno di saluto, mentre l'angelo di destra tiene alzato il braccio destro, indicando con l'indice lo stemma dei gesuiti.  Gli angeli e il frontone furono realizzati da Pietro e Bartolomeo Ghetti. L'emblema dei gesuiti all'interno di uno scudo ovale, comprende la croce con la famosa abbreviazione "IHS" del nome di Gesù e, al di sotto di essa, i tre chiodi della crocifissione di Cristo. Al centro del frontone, appena sotto il basamento dello stemma gesuitico, che è ornato da volute, vi è una decorazione marmorea in altorilievo, raffigurante una testa di cherubino con ai lati due grandi ali. Alle ali sono sovrapposte delle volute, che racchiudono la testa dell'angioletto, mentre immediatamente sotto ciascuna ala si trova un motivo decorativo in forma di mucchio di frutta. Il fregio è poi completato lateralmente da volute molto più grandi. Fu inoltre scolpita una testa di cherubino con due piccole ali su ciascuno dei due basamenti che sorreggono il frontone, e che poggiano su altri due basamenti, a loro volta sovrapposti ai capitelli corinzi delle colonne. Sui due stipiti del portale, accanto ai capitelli delle due colonne, furono apposti gli stemmi dei Sanseverino e dei Della Rovere che, in dimensioni maggiori, sono riprodotti anche sulla sommità dell'estremo margine destro e sinistro della facciata, nelle parti prive di bugne, mentre sull'architrave fu aggiunto un altro fregio con cinque testine che sorreggono quattro festoni di frutta. Da ogni testina si dipartono dei nastri che formano curve e volute, mentre i quattro festoni sono sormontati da altrettanti emblemi, corrispondenti sempre agli stemmi dei Della Rovere e dei Sanseverino (ma in versione ridotta), alternati da due corone (la testina centrale, purtroppo, è ormai completamente scomparsa).
I finestroni e le porte minori furono disegnati da un altro architetto gesuita, il Provedi. Il Valeriano, del palazzo patrizio, riuscì a preservare solo la facciata a bugne, sacrificando il cortile porticato, le ricche sale affrescate e i giardini. È da notare come la superfetazione barocca del portale della chiesa, sebbene di pregio, non armonizzi con l'eccezionale bellezza del raro bugnato a diamanti dell'antico palazzo rinascimentale; la combinazione degli elementi determina un duplice effetto architettonico: disomogeneo sul piano puramente formale, ma estremamente originale sul piano dell'esito artistico.
I portali minori sono cinquecenteschi: la decorazione dei battenti con lamina metallica fu eseguita a cavallo tra il XVII e il XVIII secolo.
Sulla sommità della facciata, appena sopra il grande finestrone centrale, si trova un riquadro con la scritta "NON EST IN ALIO ALIQUO SALUS" ("Non c'è salvezza in nessun altro [all'infuori di Gesù Cristo]").

#### Il mistero dei segni sul bugnato
Nel Rinascimento esistevano a Napoli alcuni maestri della pietra che si credeva fossero in grado di caricarla di energia positiva per tenere lontane le energie negative. Gli strani segni incisi che si riconoscono sulla facciata ai lati delle bugne "a punta di diamante" (disposti in modo che sembrasse si ripetessero secondo un ritmo particolare che lasciasse intuire una “chiave” di lettura occulta) hanno dato luogo ad una curiosa leggenda.
La leggenda vuole che chi fece edificare il palazzo (che a questo punto bisogna presupporre sia stato Roberto Sanseverino), avesse voluto servirsi in fase di costruzione di maestri pipernieri che avevano anche conoscenza di segreti esoterici, segreti tramandati solo oralmente e sotto giuramento dai maestri agli apprendisti, capaci di caricare la pietra di energia positiva. I segni misteriosi graffiti sulle piramidi della facciata, secondo la leggenda, avevano a che fare con queste arti magiche o conoscenze alchemiche; essi dovevano convogliare tutte le forze positive e benevole dall'esterno verso l'interno del palazzo. Per imperizia o malizia dei costruttori, queste pietre segnate non furono piazzate correttamente, per cui l'effetto fu esattamente opposto: tutto il magnetismo positivo veniva convogliato dall'interno verso l'esterno dell'edificio, attirando così ogni genere di sciagure sul luogo.
Questa sarebbe la ragione per cui nel corso dei secoli tante sventure si sono abbattute su quell'area: dalle confische dei beni ai Sanseverino, alla distruzione del palazzo, dall'incendio della chiesa, ai ripetuti crolli della cupola, alle varie cacciate dei Gesuiti, e così via.
Nel 2010 però, lo storico dell'arte Vincenzo De Pasquale e i musicologi ungheresi Csar Dors e Lòrànt Réz hanno identificato nelle lettere aramaiche incise sulle bugne, note di uno spartito costituito dalla facciata della chiesa, da leggersi da destra verso sinistra e dal basso verso l'alto. Si tratta di un concerto per strumenti a plettro della durata di quasi tre quarti d'ora, cui gli studiosi che l'hanno decifrato hanno dato il titolo di Enigma. In questo lavoro certosino, allo storico dell'arte sono stati di supporto le conoscenze matematiche di Assunta Amato, quelle architettoniche di Tullio Pojero e quelle legali di Silvano Gravina.
Questa interpretazione è stata messa in discussione dallo studioso di ermetismo e simbologia esoterica Stanislao Scognamiglio, che ha sostenuto che i segni sulle bugne non siano caratteri dell'alfabeto aramaico, ma che invece possano essere sovrapponibili ai simboli operativi dei laboratori alchemici in uso fino al Settecento.

### Interno

#### Pianta
| 1. Cappella dei santi Martiri 2. Cappella della Natività 3. Cappellone di sant'Ignazio di Loyola 4. Sacrestia 5. Cappella del Crocifisso e di san Ciro 6. Cappella di san Francesco De Geronimo 7. Abside 8. Cappella del Sacro Cuore 9. Cappella di san Francesco Borgia 10. Oratorio di san Giuseppe Moscati 11. Cappellone di san Francesco Saverio 12. Cupola 13. Cappella della Visitazione (o di san Giuseppe Moscati) 14. Cappella di san Carlo Borromeo | Pianta |

#### Navata centrale

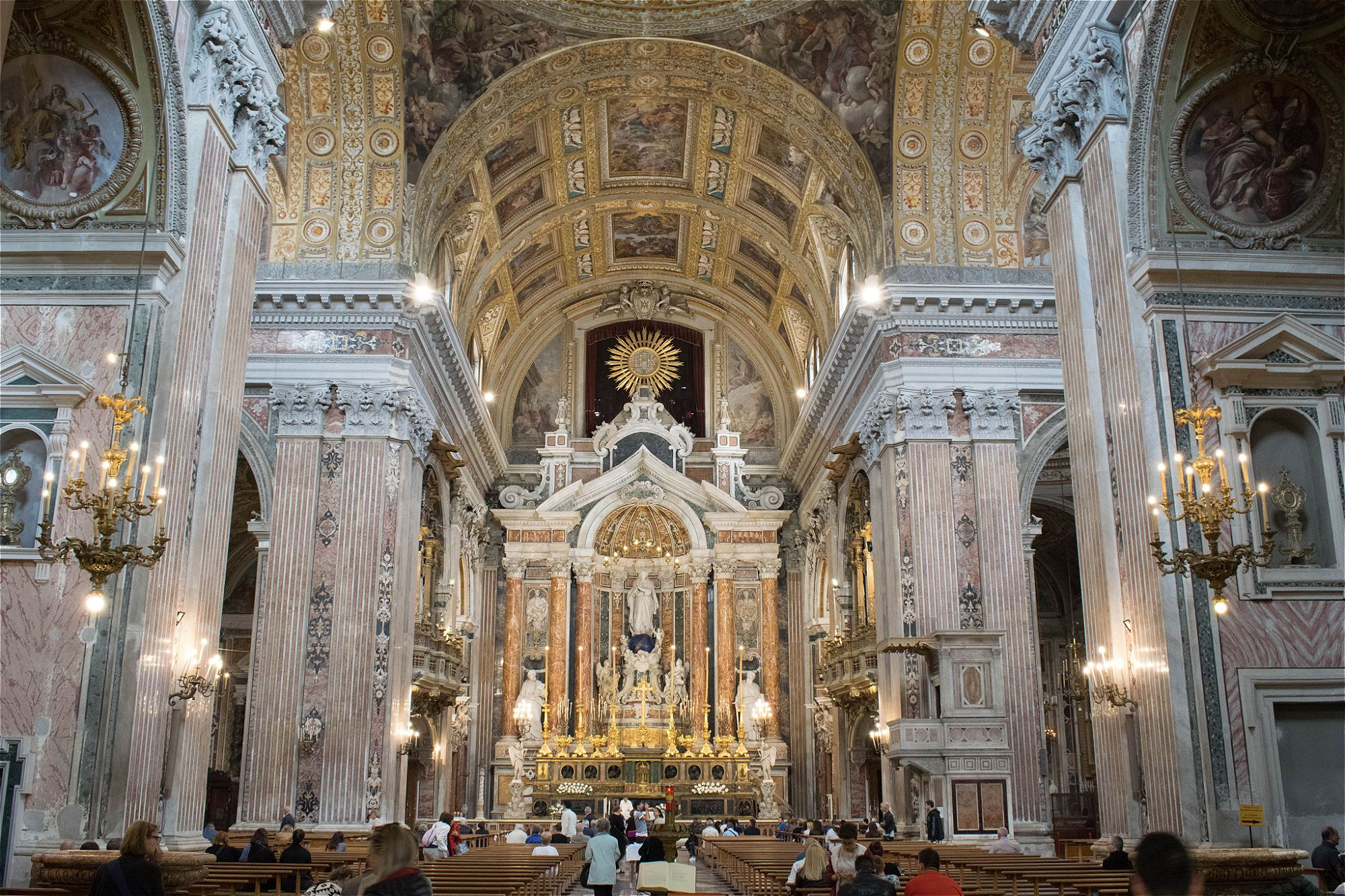
La navata centrale

L'interno, ricco di decorazioni marmoree realizzate da Cosimo Fanzago nel 1630, è a croce greca con braccio longitudinale lievemente allungato. Presenta una cupola in corrispondenza del centro del transetto e dieci cappelle laterali, cinque per lato, delle quali due collocate di fianco all'abside lungo la parete presbiteriale.
Il pavimento in marmi policromi, realizzato nella prima metà del XVIII secolo al posto di uno precedente, forse in cotto, presenta numerosi stemmi e lapidi che ricordano i benefattori della chiesa. Lo stemma più grande, di dimensioni enormi, si trova poco dopo l'ingresso, appena oltre le acquasantiere in marmi pregiati del XVII secolo, e si estende per alcuni metri sia in lunghezza che in larghezza. Occupa infatti una grossa parte del corridoio centrale che separa le prime due file di banchi, e copre ben più dell'intera distanza tra una fila e l'altra, grazie all'ampio sfondo che riproduce un drappo di ermellino orlato d'oro. Si tratta dello stemma di Isabella Feltria Della Rovere, principessa di Bisignano e maggiore finanziatrice della chiesa, come indica la grande iscrizione sottostante, che riporta anche la data del 1728, probabilmente relativa all'anno di inizio dei lavori della pavimentazione. Lo stemma comprende, sul lato destro, l'emblema dei Della Rovere, e sul lato sinistro quello dei Sanseverino, in considerazione del titolo di principessa che la nobildonna acquisì dal marito: Niccolò Bernardino Sanseverino, ultimo principe di Bisignano.

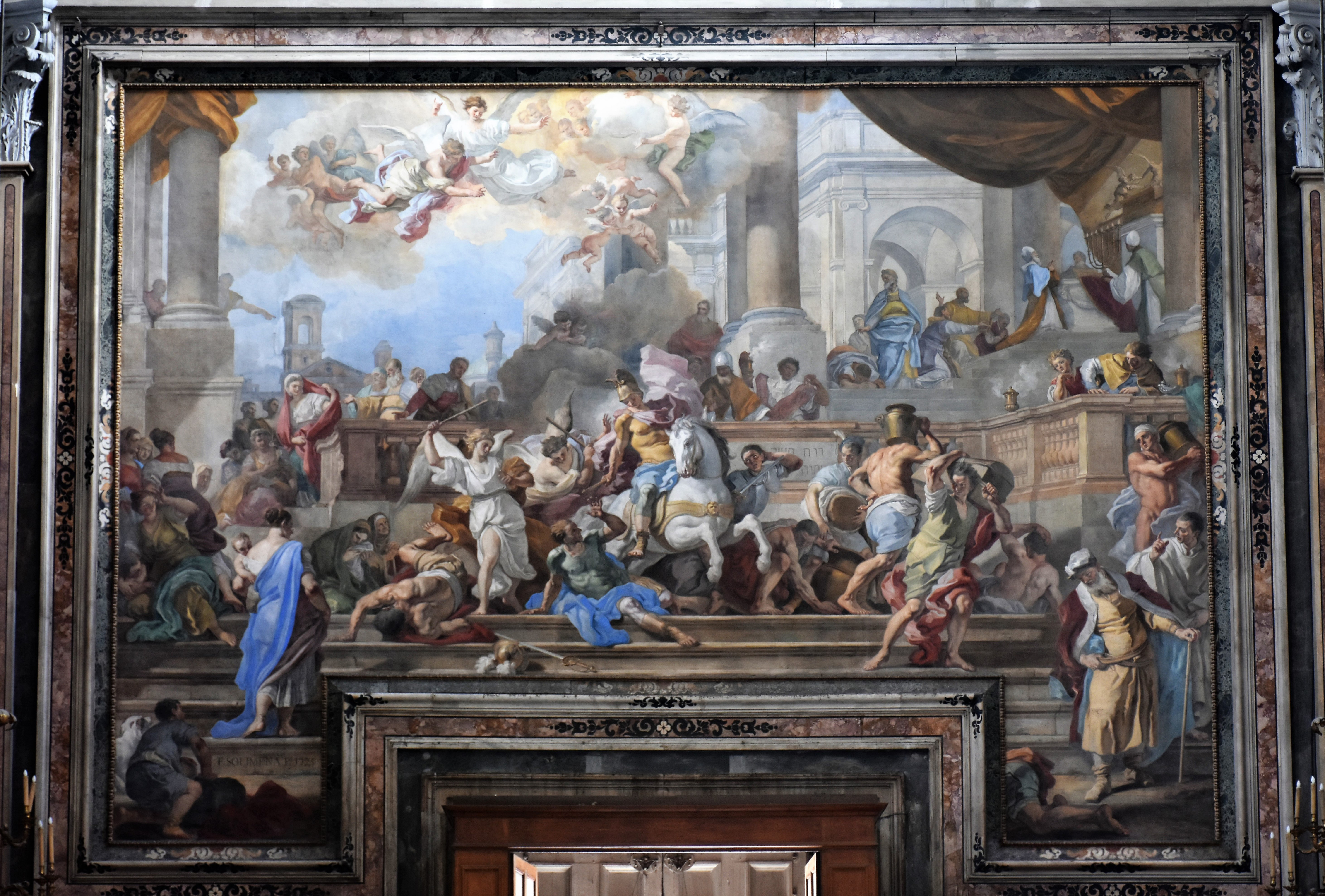
Cacciata di Eliodoro dal tempio di Francesco Solimena (controfacciata)

Sulla controfacciata, in corrispondenza della navata centrale, sopra il portale principale, è presente il grande affresco di Francesco Solimena con la Cacciata di Eliodoro dal tempio (episodio biblico narrato al capitolo 3 del Secondo libro dei Maccabei e già descritto in un celebre affresco di Raffaello), firmato e datato 1725. Nelle due semilunette del finestrone della controfacciata, sono presenti affreschi di Belisario Corenzio: a sinistra, Sant'Elena ritrova la Croce e, a destra, Conversione di San Paolo, quest'ultimo firmato e datato 1638. Sempre sulla controfacciata, al livello delle navate laterali e sopra i due portali minori, si trovano due affreschi più piccoli, riconducibili alla scuola del Solimena, che raffigurano, rispettivamente, San Luigi Gonzaga e San Stanislao Kostka. Questi due affreschi furono eseguiti probabilmente entro il 1726, per celebrare la canonizzazione dei due giovani santi gesuiti. Le volte a botte della chiesa sono intervallate da cornici dorate, che, riccamente decorate e dotate di piccoli rosoni, delimitano e, allo stesso tempo, pongono in risalto i vari gruppi di affreschi. La volta della navata centrale e quella del transetto furono dipinte da Belisario Corenzio tra il 1636 e il 1638. Alcuni di questi affreschi furono poi ridipinti da Paolo De Matteis circa cinquant'anni dopo, a causa dei danni provocati dal terremoto del 1688. Il ciclo pittorico che occupa la volta della navata centrale è dedicato a scene bibliche e miracoli compiuti nel nome di Gesù. I due affreschi centrali più grandi, opera di Paolo De Matteis, rappresentano Il trionfo dell'Immacolata e di san Michele sui demoni e La circoncisione e l'imposizione del nome di Gesù. Negli otto riquadri laterali troviamo, sul lato destro, dalla controfacciata verso la cupola: Episodio della vita di San Giuliano da Cuenca, San Paolo libera un'ossessa, L'Agnello dell'Apocalisse sul libro dei Sette Sigilli e Davide abbatte Golia. Sul lato sinistro, sempre dalla controfacciata alla cupola: Sant'Ignazio di Antiochia dato in pasto ai leoni, San Pietro e san Giovanni risanano il paralitico, Gesù tra i martiri e Giosuè ferma il sole e conduce alla vittoria il popolo d'Israele.
La cupola, ricostruita da Ignazio di Nardo nel 1786 e consolidata nel 1975 da una struttura in calcestruzzo armato, presenta una calotta sferica scandita dalle finestre lunettate. Le decorazioni in stucco riprendono il motivo del cassettonato, mentre sui pennacchi si trovano gli affreschi che rappresentano i quattro evangelisti, unici resti del ciclo realizzato da Giovanni Lanfranco nel primo Seicento.
Sul primo dei pilastri che delimitano la navata sinistra è presente l'unico monumento funebre di tutta la chiesa, dedicato al cardinale Francesco Fini, morto nel 1743. L'altorilievo che ritrae il cardinale è attribuito a Francesco Pagano. Sul primo pilastro della navata destra si trova invece un grande Crocifisso, attribuito a Giuseppe Picano e risalente al 1760. Ai lati del Crocifisso sono presenti due statuette, una della Madonna Addolorata e l'altra di San Giovanni Evangelista, realizzate nel 1859 da Antonio Busciolano per l'altare maggiore.

#### Abside e presbiterio

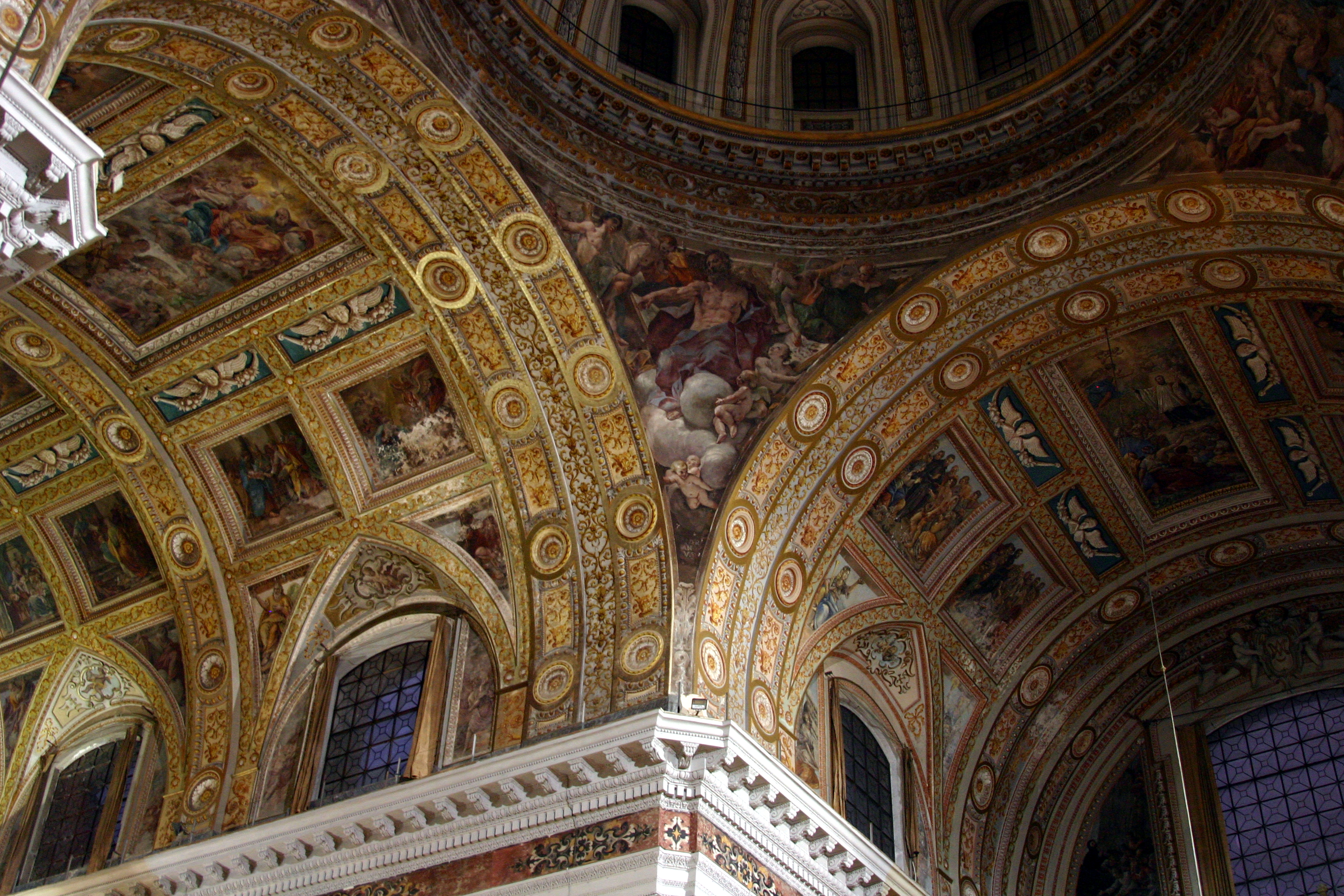
Scorcio degli affreschi del soffitto

Il ciclo di affreschi dell'abside è interamente dedicato alla Vergine Maria, e venne realizzato da Massimo Stanzione in un tempo brevissimo tra il 1639 e il 1640, per consentire ai gesuiti di celebrare al meglio il centenario della loro fondazione. Gli affreschi sulle due semilunette della parete di fondo, che danno inizio al racconto della vita di Maria, sono, a sinistra, Anna e Gioacchino cacciati dal tempio e, a destra, Gioacchino riceve in sogno l'annuncio della nascita di Maria. La narrazione prosegue con gli otto riquadri più piccoli presenti sulla volta: la Natività di Maria, la Presentazione di Maria al Tempio, lo Sposalizio della Vergine, l'Annunciazione, la Visitazione, il Sogno di Giuseppe, la Dormitio Virginis e le Esequie della Vergine. Infine, i due grandi affreschi al centro della volta rappresentano l'Assunzione e l'Incoronazione della Vergine.

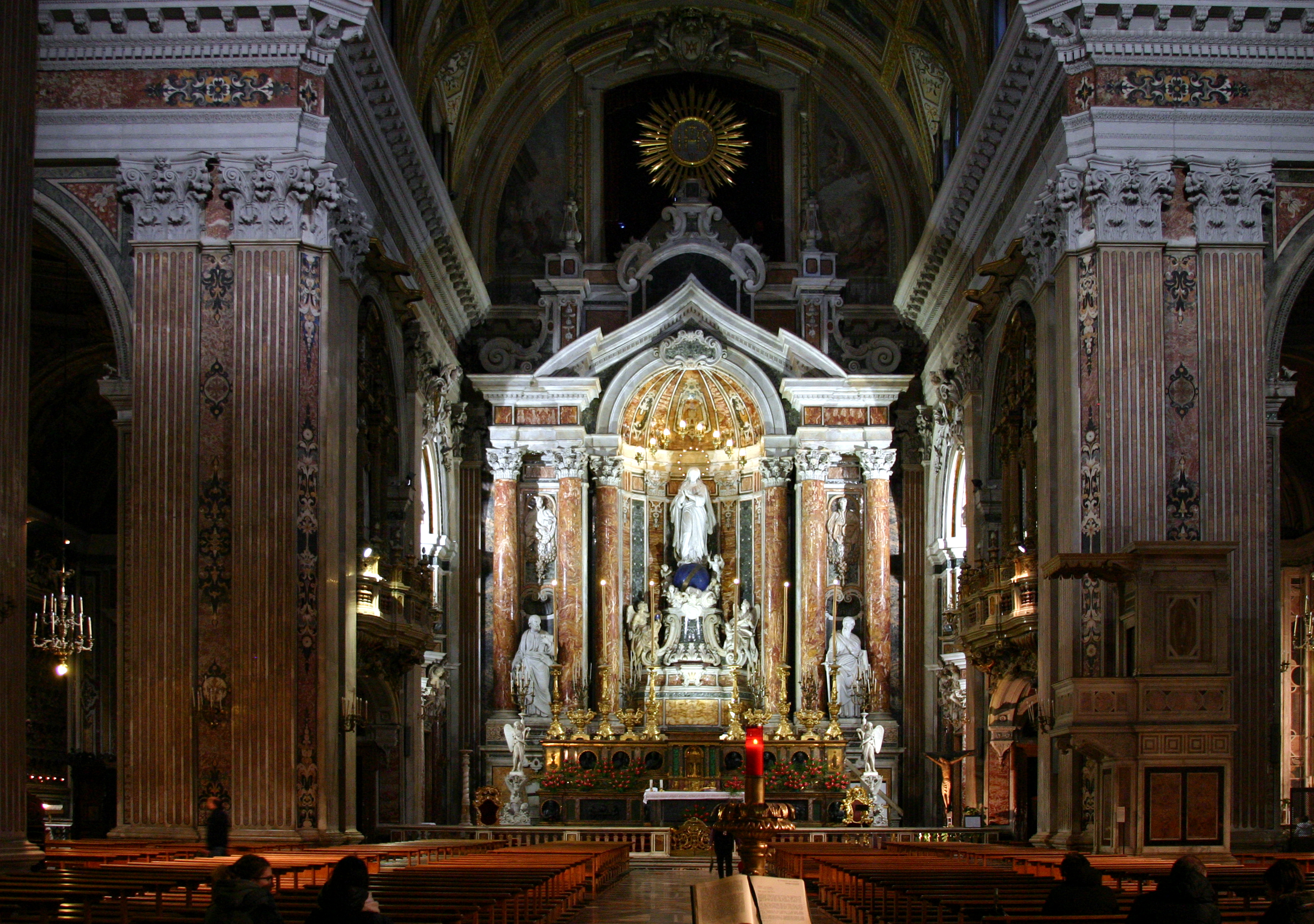
Scorcio del presbiterio

La parete di fondo dell'abside venne realizzata a cavallo dei secoli XVII e XVIII su progetto di Cosimo Fanzago, ed è caratterizzata da un'architettura in marmi policromi con sei colonne corinzie di alabastro, al cui centro si apre una nicchia che ospita la grande statua della Madonna Immacolata, scolpita nel 1859 da Antonio Busciolano. La statua, in marmo bianchissimo, poggia su un globo blu in lapislazzuli, attraversato in diagonale da una fascia dorata e circondato da un gruppo marmoreo di cherubini. I cherubini e il globo poggiano su un piedistallo in marmo grigio, ornato da foglie stilizzate e da due grandi volute laterali in marmo bianco. Ai lati del piedistallo si trovano due angeli grandi e due cherubini, anche questi in marmo bianco come i precedenti. Il tutto poggia infine su un basamento in marmi policromi, che sovrasta l'altare. Sia il globo che il piedistallo risalgono al XVIII secolo e fanno parte di un progetto di Domenico Antonio Vaccaro, come pure gli angeli e i cherubini ai lati del piedistallo, realizzati tra il 1742 e il 1743 da Matteo Bottiglieri e Francesco Pagano. Non sono invece noti gli autori materiali degli angioletti che circondano il globo. Del progetto originario del Vaccaro non si sono purtroppo conservati i due gruppi scultorei principali, raffiguranti la Trinità e l'Immacolata, entrambi in argento e datati 1742, anno in cui, per poterli accogliere, fu allargata la nicchia centrale della parete di fondo dell'abside. I due gruppi furono infatti requisiti, consegnati alla zecca e fusi per regio decreto borbonico nel 1798, durante il periodo di assenza dei gesuiti, insieme a tutte le statue e gli oggetti in metallo prezioso delle chiese di Napoli (escluso il Duomo) per ricavare risorse finanziarie da impiegare nella guerra contro i francesi. Ai lati della statua dell'Immacolata si trovano due altorilievi marmorei, riconducibili alla scuola dello stesso Domenico Antonio Vaccaro, che rappresentano Sant'Ignazio di Loyola e San Francesco Saverio. Sotto di essi sono presenti due statue del Busciolano, sempre in marmo bianco, raffiguranti San Pietro e San Paolo. Le due statue si trovano davanti a ciascuna delle due nicchie laterali della parete di fondo, e poggiano su basamenti sporgenti, appena sopra i due lati estremi dell'altare maggiore. Infatti, per le loro grandi dimensioni, queste statue non potevano essere ospitate nelle nicchie, la cui capienza, peraltro, è ridotta ulteriormente da due delle quattro colonne laterali, che ne coprono parzialmente uno dei due lati (il lato destro della nicchia di sinistra e il lato sinistro della nicchia di destra). La posizione leggermente anomala di queste colonne è dovuta allo spostamento delle quattro colonne interne, effettuato, come già accennato, nel 1742 dopo l'allargamento della nicchia centrale.
Sulle pareti laterali dell'abside si trovano due grandi nicchie, ciascuna delle quali racchiude un coretto e un portale sottostante, riccamente decorati. Le due nicchie, i portali e i coretti sono stati realizzati probabilmente su progetto di Giuseppe Astarita, tra il 1759 e il 1762. Ciascun portale è sormontato da due angeli di marmo bianco, nell'atto di sorreggere lo stemma con il monogramma mariano. Gli angeli sul portale sinistro sono opera di Francesco Pagano, quelli del portale destro di Matteo Bottiglieri. Lo stemma mariano è abbellito, sulla sommità, da una conchiglia, ed è circondato da varie volute. Il portale è affiancato da due colonne corinzie, le quali sostengono un basamento che, a sua volta, sorregge il coretto. Quest'ultimo è caratterizzato da un'elegante balaustra, al di sopra della quale si trova un raffinatissimo parapetto a grata, contornato da numerose volute, e con la parte centrale bombata.

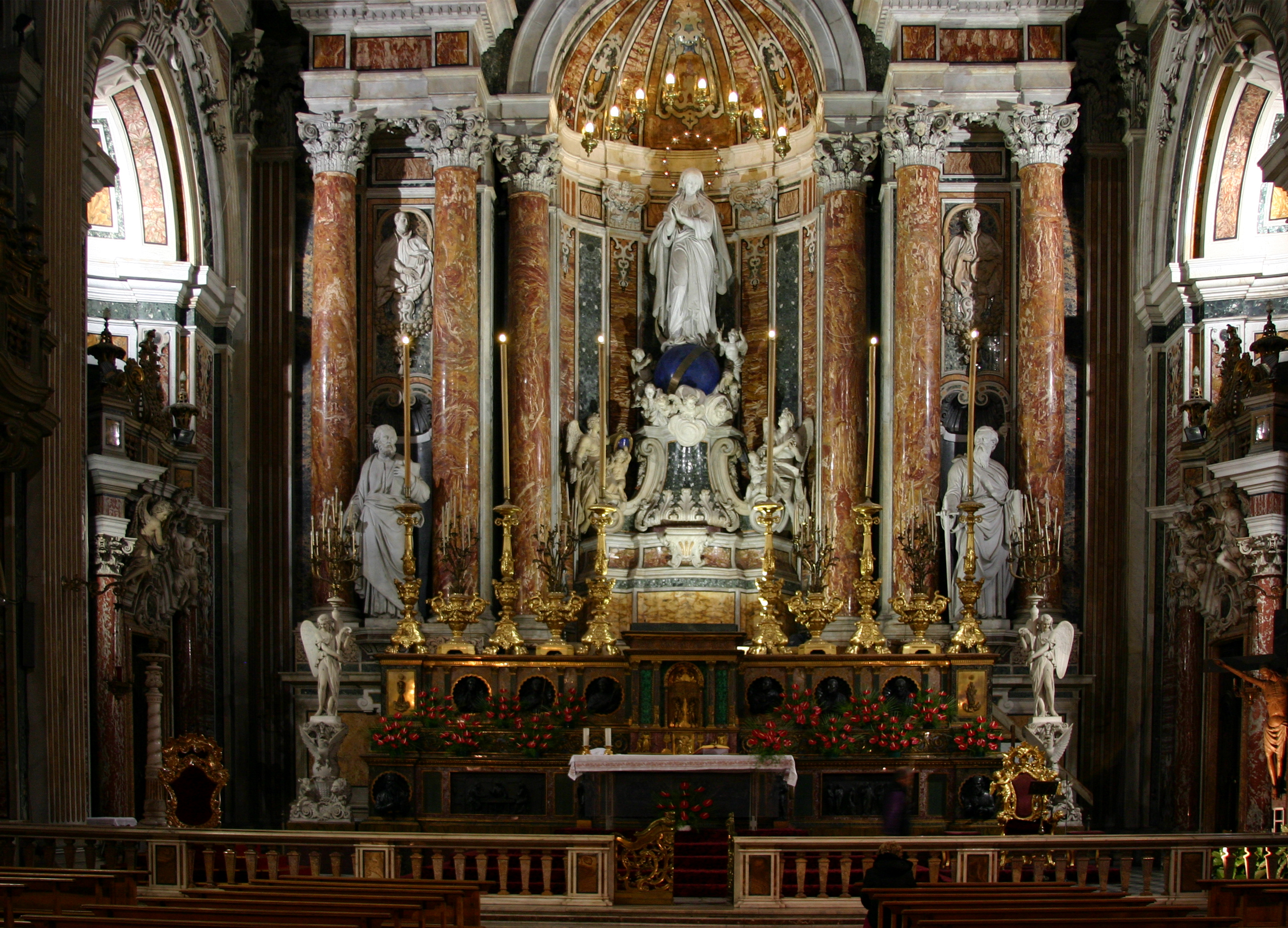
Altare maggiore

L'altare maggiore, ultimato nel 1857, fu ideato dal gesuita Ercole Giuseppe Grossi e progettato da Raffaele Postiglione. Tutte le pregiate sculture e decorazioni di questo altare sono incentrate sul tema dell'eucaristia, e furono realizzate da vari artisti sotto la supervisione del gesuita Alfonso Vinzi, allora prefetto della chiesa. Il tempietto del tabernacolo comprende quattro colonnine allineate in lapislazzuli, su un fondo verde in malachite. La porticina del tabernacolo è stata realizzata da Francesco Liberti. Ai lati sono presenti sei nicchie a forma di conchiglia, che contengono altrettanti busti in bronzo nero, tutti raffiguranti dei santi la cui vita o le cui opere sono strettamente legati al mistero dell'eucaristia. Da sinistra vediamo, infatti: Santa Giuliana di Liegi, Santo Stanislao Kostka, il Beato Lanfranco di Canterbury, e quindi, alla destra del tabernacolo, San Tommaso d'Aquino, San Francesco Borgia e San Gaetano da Thiene. I due busti centrali, cioè quelli del beato Lanfranco e di san Tommaso d'Aquino, sono di Costantino La Barbera, mentre tutti gli altri sono di Gennaro Calì. Il livello sottostante è occupato da una fascia con motivi decorativi a foglie di acanto, che formano spirali e racchiudono simboli eucaristici. Il basamento dell'altare, che nella parte centrale comprende la mensa, è caratterizzato da tre grandi bassorilievi, sempre in bronzo nero: a sinistra La cena di Emmaus, di Gennaro Calì, al centro, nel paliotto, L'ultima cena (trasposizione del dipinto di Leonardo da Vinci), sempre di Gennaro Calì, e, a destra, La promessa dell'eucaristia fatta da Gesù a Cafarnao, di Salvatore Irdi. Alle due estremità del basamento sono presenti due busti di Gennaro Calì, raffiguranti San Paolo e San Cirillo di Gerusalemme, anche questi in bronzo nero, come lo sono due piccole statue ai lati del bassorilievo dell'Ultima cena, che rappresentano Aronne e Melchisedek, opera di Giuseppe Sorbilli. Ai lati dell'altare troviamo due gruppi scultorei portacandelabro in marmo, che rappresentano i simboli dei quattro evangelisti. In ciascun gruppo un angelo, nell'atto di sorreggere il candelabro, poggia su un'aquila, che a sua volta poggia su un leone ed un bue. I gruppi sono stati realizzati da Gennaro Calì, che scolpì i due angeli, in collaborazione con Giuseppe Sorbilli ed Enrico Gova, autori dei simboli sottostanti.
In una zona antistante l'abside, la chiesa comprende anche due organi a canne, sopraelevati all'interno delle ultime due arcate tra quelle che separano la navata centrale dalle due navate laterali. L'organo di sinistra, non più utilizzabile, è stato realizzato intorno al 1640 da Vincenzo Miraglia. L'organo di destra, invece, tuttora funzionante, è opera di Pompeo de Franco, ed è stato restaurato da Gustavo Zanin nel 1989, riutilizzando la cassa barocca e parte del materiale fonico del precedente strumento seicentesco. Lo strumento, a trasmissione mista (meccanica per i manuali ed elettronica per i registri e le combinazioni), ha 52 registri, 2523 canne, due tastiere di 61 note ciascuna e una pedaliera di 32 note. Solitamente, gli organi non sono presenti nelle chiese dei gesuiti, in quanto le Costituzioni di sant'Ignazio di Loyola non prevedevano il canto liturgico, considerato dal fondatore un'attività che sottraeva tempo alla cura pastorale. Nel Gesù nuovo gli organi furono invece espressamente richiesti dai due principali benefattori e finanziatori della chiesa, la principessa Isabella Feltria Della Rovere e il viceré, duca di Ossuna. Il progetto per l'inclusione degli organi nella struttura della chiesa fu probabilmente ideato da Giuseppe Valeriano e completato nel 1617. Nelle rispettive arcate furono realizzati due archi ribassati per sostenere la struttura degli organi, che finì per coprire del tutto gli affreschi presenti all'interno delle arcate.

#### Cappelle della navata sinistra
Nella navata sinistra si aprono in totale cinque cappelle: tre grandi cappelle sono lungo la navata, una ancor più grande corrisponde alla parte terminale del transetto (dopo la seconda cappella) e un'ultima funge da "abside della navata".
La prima cappella, dedicata ai Santi Martiri, fu decorata per iniziativa di Ascanio Muscettola, principe di Leporano, e terminata dal figlio Sergio nel 1613, come si legge nell'epigrafe sul pavimento. Il rivestimento marmoreo (1610-1618) è opera di Costantino Marasi. Le sculture nelle due nicchie delle pareti laterali, che rappresentano Santo Stefano (a sinistra) e San Lorenzo (a destra), sono rispettivamente di Girolamo D'Auria e di quest'ultimo in collaborazione con Tommaso Montani. Entrambe le statue sono del 1613, come pure i due angeli sul timpano centrale, realizzati da Francesco Cassano. La pala d'altare, La Madonna, il Bambino e i Santi Martiri, di Giovanni Bernardino Azzolino, è databile dopo il 1614. Qui, la Vergine Maria e il Bambino Gesù, sulle ginocchia della Madre, sono attorniati da schiere di martiri, che il Bambino saluta sollevando con la mano destra una piccola palma, simbolo del martirio. In primo piano, ai due lati della Madonna con il Bambino, si vedono Santo Stefano, a sinistra, e San Lorenzo a destra. Di Belisario Corenzio (1613) sono gli affreschi della cappella (con Scene di martirio), della piccola cupola adiacente (con il Paradiso con la Trinità e i Santi Martiri) e dei pennacchi (con Quattro Santi crocifissi). Nell'affresco del Paradiso sono visibili, intorno alla Trinità, angeli con i simboli della Passione e, più in basso, le schiere dei martiri, quasi tutti caratterizzati dai segni del proprio martirio. Tra questi sono ben riconoscibili, per l'abito nero, i cinque gesuiti noti come i “martiri della Salsette”, dal nome della penisola indiana dove furono martirizzati nel 1583, sulla quale oggi sorge la città di Mumbai (ex Bombay). Tra questi si distingue, con il collo segnato da fendenti, Rodolfo Acquaviva, appartenente alla famiglia dei duchi di Atri. Molto probabilmente, il martire gesuita è ritratto anche nella pala d'altare dell'Azzolino. Sull'arco in corrispondenza della cappella sono affrescate figure di Virtù, di Giacomo Farelli (1688).

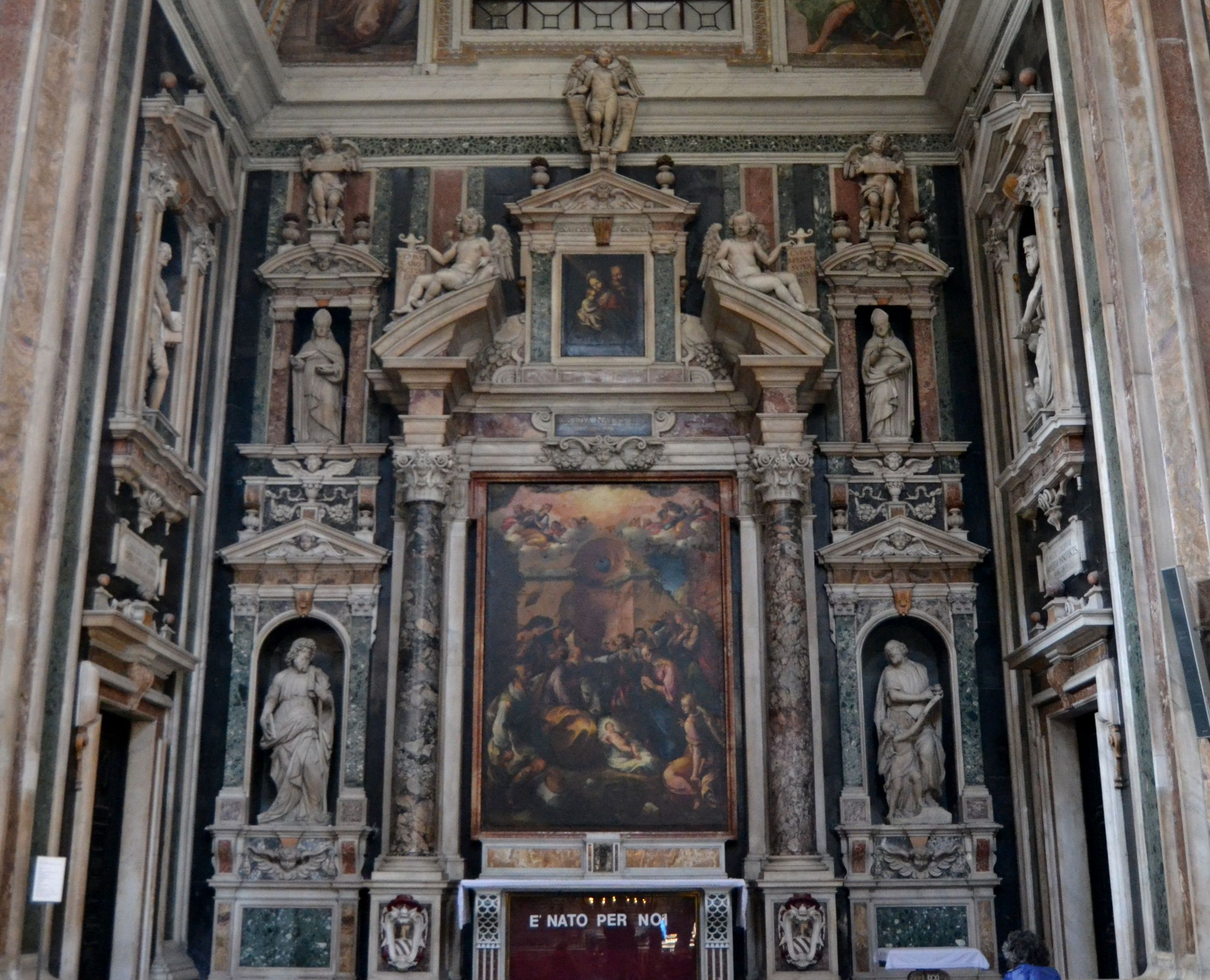
Cappella della Natività (II cappella navata sx)

La seconda cappella, dedicata alla Natività e terminata nel 1603, viene chiamata anche cappella Fornari, dal nome del committente Ferrante Fornari, giurista e alto magistrato del vicereame spagnolo di Napoli. Sui piedistalli delle due colonne ai lati dell'altare è ripetuto lo stemma del cardinale Nicolò Coscia, cofondatore della cappella insieme al Fornari. La cappella è abbellita da affreschi di Belisario Corenzio, del 1601. Sull'arcone troviamo, al centro, nel riquadro grande, Annuncio ai pastori, nell'ovale a sinistra Adorazione dei Magi e, nell'ovale a destra, Adorazione dei pastori. Nelle semilunette Davide (a sinistra) e Isaia (a destra). La pala d'altare, di Girolamo Imparato, è del 1602 e rappresenta la Natività. Il personaggio inginocchiato sulla sinistra del quadro, in adorazione di Gesù Bambino, è quasi sicuramente lo stesso committente Ferrante Fornari. La cappella comprende inoltre ben undici statue, realizzate dai migliori scultori attivi a Napoli in quel periodo. Le statue della parete frontale, entrambe del 1600, raffigurano, in basso, Sant'Andrea, di Michelangelo Naccherino (a sinistra), e San Matteo e l'Angelo, di Pietro Bernini (a destra). In alto, invece, vediamo due figure di santi, San Gennaro (a sinistra) e San Nicola (a destra), entrambe di Tommaso Montani e databili al 1601-1602. Nella parte alta delle pareti laterali sono presenti due statue eseguite entro il 1603: a sinistra San Giovanni Battista, di scuola del Naccherino, e a destra San Giovanni Evangelista, di Girolamo D'Auria. Sui timpani della parete frontale si trovano cinque Angeli, scolpiti pressoché nello stesso periodo da Francesco Cassano e Giovanni Maria Valentini. Gli angeli sorreggono dei cartigli che riportano versetti in latino, tratti da brani evangelici e biblici dedicati alla Natività di Cristo. Al centro del timpano spezzato, all'interno di un'edicola, è incorniciato un dipinto seicentesco della Sacra Famiglia, attribuito sempre a Girolamo Imparato. A Mario Marasi appartengono invece le decorazioni in marmo della cappella stessa, nonché della balaustra, eseguite tra il 1600 e il 1602. La cupoletta attigua e i relativi pennacchi sono stati affrescati dal Corenzio nel 1605, con Storie di Gesù e Maria nell'interno della cupoletta, suddiviso in otto spicchi da motivi vegetali, e con figure di Virtù nei pennacchi. L'arco antistante, che introduce alla navata centrale, contiene affreschi dipinti da Vincenzo De Mita nel 1789, al posto di quelli di Giacomo Farelli, andati distrutti nel terremoto del 1688.

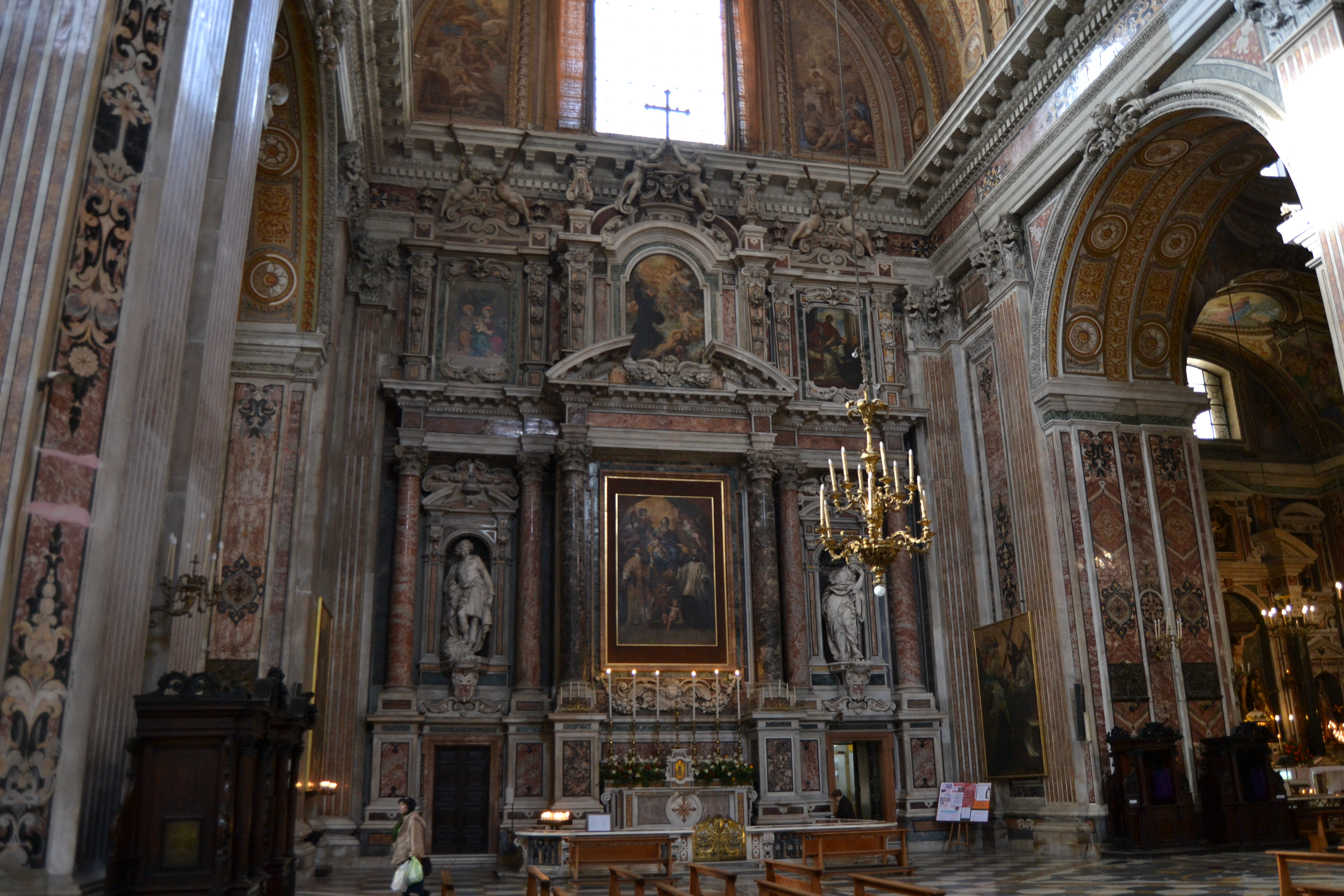
Cappellone di sant'Ignazio di Loyola (transetto sinistro)

Il cappellone di Sant'Ignazio di Loyola, fondatore dei gesuiti, corrisponde alla parete principale del transetto sinistro e fu commissionato da Carlo Gesualdo da Venosa (nipote per parte di madre di San Carlo Borromeo) che è sepolto proprio ai piedi di detto altare. La decorazione è di Cosimo Fanzago, Costantino Marasi e Andrea Lazzari per quanto riguarda l'architettura e i marmi (1637-1645 circa), mentre le statue del David e Geremia (1643-1654), rispettivamente alla sinistra e alla destra dell'altare, furono eseguite dal Fanzago stesso. La pala d'altare è di Paolo de Matteis, con una Madonna con Bambino tra Sant'Ignazio di Loyola e San Francesco Saverio, del 1715. Sulla parete sinistra si trova una Santissima Trinità e Santi, della prima metà del '600, attribuita con molta probabilità ad Agostino Beltrano, in origine nell'attuale cappella del Sacro Cuore, allora dedicata appunto alla Trinità. Gli affreschi con le Storie di Sant'Ignazio di Loyola, realizzati da Belisario Corenzio nella parte alta della cappella e sulla volta corrispondente del transetto, furono danneggiati gravemente dal terremoto del 1688, e perciò ridipinti in buona parte da Paolo De Matteis al termine del XVII secolo. Nelle due semilunette accanto al finestrone vediamo, infatti, del De Matteis, Apparizione di San Pietro a Sant'Ignazio (a sinistra) e Sant'Ignazio che celebra la messa (a destra), entrambi firmati e datati 1698. Sulla volta, sempre del De Matteis e dello stesso periodo, nel riquadro centrale, La vergine con il Bambino appare a Sant'Ignazio (detto anche La veglia delle armi di Sant'Ignazio) e, nei riquadri laterali più piccoli, altri episodi della vita del fondatore: Sant'Ignazio che Libera un ossesso, che Dorme sotto un portico in piazza San Marco a Venezia, che Viene cacciato dal Monte degli Ulivi e che Rianima un suicida.
Una porta al lato destro dell'altare conduce alla sacrestia, costituita da mobilia seicentesca, un altare e un lavamano di Dionisio Lazzari e decorazioni barocche in stucco dorato su fondo bianco lungo le pareti e la volta, con al centro di quest'ultima un affresco del 1652 di Aniello Falcone su San Michele che scaccia gli angeli ribelli.

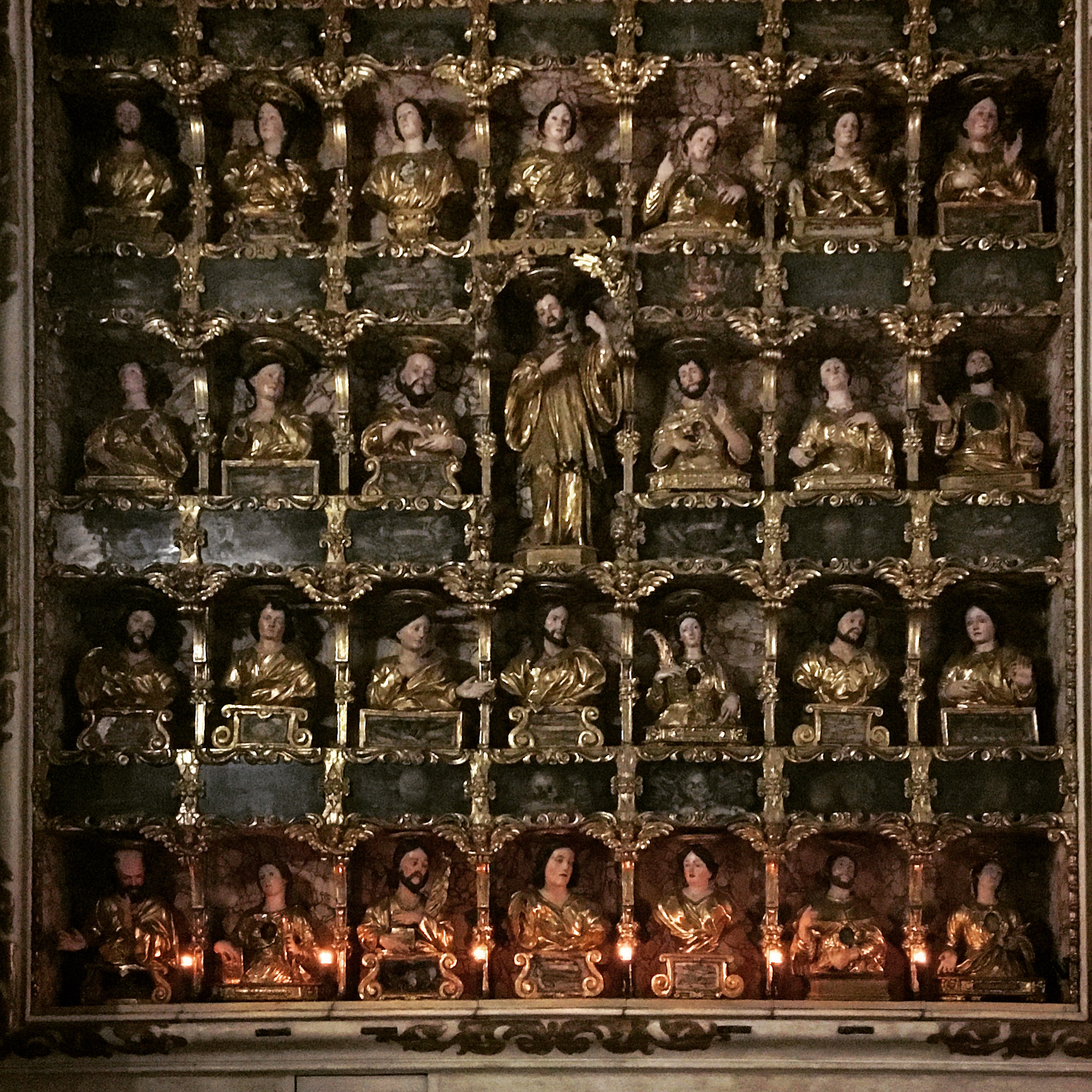
Custodia di reliquie - Lipsanoteche (Giovan Domenico Vinaccia)

La Cappella del Crocifisso o di San Ciro fu disegnata da Dionisio Lazzari nel 1659 e finanziata dalla prima benefattrice dei gesuiti di Napoli: Roberta Carafa, duchessa di Maddaloni, come ricordato dalla lapide posta sul pavimento della cappella, davanti all'altare. L'ambiente fu costruito tra il 1584 e il 1597 e consacrato nel 1601. All'altare è presente un pregevole gruppo scultoreo ligneo dipinto e dorato  raffigurante la scena della Crocifissione di Cristo con la Vergine e San Giovanni Evangelista ai piedi della croce, appare, specie dopo il restauro del 2021, opera di tre intagliatori diversi: Il Cristo, di diligente modellato anatomico e di intenso patetismo, è vicino ai lavori di Aniello Stellato, la Madonna, di lavorazione più sommaria e di minore espressività potrebbe essere opera di Matteo e Giacomo Antonio Mollica o della loro bottega, mentre la figura più vivace, mossa e manierista di San Giovanni mostra confronti con le figure del pittore Francesco Curia, ma anche, ancora una volta, con lo Stellato. Il gruppo, forse nato in due momenti leggermente diversi, tra gli ultimissimi anni del Cinquecento e la fine del primo decennio del Seicento, mostra un classicismo non privo di accenti realistici del tardo manierismo riformato propri degli intagliatori napoletani di questo periodo. Ai lati del gruppo ligneo si trovano due statue, ritraenti San Ciro (a sinistra) e San Giovanni Edesseno (a destra). Le statue sono state scolpite rispettivamente nel XVIII e XIX secolo. Sotto l'altare si trova l'antichissima tomba di San Ciro, risalente al IV secolo. Il pavimento è stato realizzato da Giuseppe Bastelli nel 1734-35. Sopra il gruppo scultoreo dell'altare si trova un quadro in cui è rappresentato un Angelo che mostra un telo con il volto del Redentore, di un ignoto pittore napoletano della prima metà del '600. Sono invece di Giovanni Battista Beinaschi, e risalgono al 1685, gli affreschi della cappella, con Episodi della Passione di Gesù, e della cupoletta antistante, con Il passaggio del Mar Rosso e, nei pennacchi, i Profeti maggiori.
La navata termina con la Cappella di San Francesco De Geronimo, detta anche cappella Ravaschieri, dal nome del committente, Ettore Ravaschieri, principe di Satriano, vissuto nella prima metà del XVII secolo. Ciò è ricordato nella lapide sul pavimento, di fronte all'altare, sulla quale si trova anche lo stemma dei Ravaschieri, importante famiglia napoletana di origine ligure. Lo stesso stemma è visibile anche ai due lati dell'altare. La cappella, che funge da abside della navata sinistra, fu inizialmente dedicata alla Madonna, e quindi a Sant'Anna). Nel 1716 si decise di cambiare nuovamente la dedica della cappella per intitolarla al padre gesuita Francesco De Geronimo, la cui morte era avvenuta in quell'anno, già in odore di santità. Avviata ben presto la causa di beatificazione, ebbero allora inizio i lavori di trasformazione della cappella. Nel 1737 Giuseppe Bastelli realizzò un originale altare con colonne tortili di stile berniniano, in marmo verde, alle quali furono presto aggiunte delle finiture in rame. Bastelli fu anche autore dell'intera decorazione marmorea della cappella, compreso il pavimento. Sull'altare si trova un gruppo scultoreo di Francesco Jerace, che rappresenta la Predicazione di San Francesco De Geronimo, e che nel 1932 prese il posto del quadro di Ludovico Mazzanti con la Vergine bambina, Sant'Anna, San Francesco De Geronimo e altri Santi, ora sul lato sinistro del cappellone di San Francesco Saverio. In un vano del paliotto è presente la reliquia del braccio di San Francesco De Geronimo. Nel timpano dell'altare si trova un'antica copia della famosa icona bizantina di Maria Salus Populi Romani (detta anche "Madonna di San Luca", per la tradizionale attribuzione del dipinto), custodita nella basilica di Santa Maria Maggiore a Roma. Degli affreschi originari della cappella rimangono solo alcuni angeli di Francesco Solimena e, nelle lunette accanto al finestrone, Giuditta e Giaele di Ludovico Mazzanti. L'affresco principale della volta, La Madonna e San Francesco De Geronimo (1842) di Giuseppe Petronsio, testimonia invece l'intervento pittorico più recente, avvenuto nella prima metà del XIX secolo). Sulle due pareti laterali si trovano due grandi lipsanoteche lignee, che rappresentano l'elemento più singolare e suggestivo della cappella e, probabilmente, dell'intera chiesa. Ciascuna parete comprende 35 busti, disposti in cinque file e contenenti reliquie dei primi martiri cristiani. In posizione centrale, rispetto ai busti di entrambe le pareti, si trovano le statue, sempre lignee, di Sant'Ignazio di Loyola, a sinistra, e di San Francesco Saverio, a destra. Le lipsanoteche furono realizzate alla fine del XVII secolo, da non ben individuati artisti del barocco napoletano, sotto la direzione di Giovan Domenico Vinaccia. Le reliquie dei martiri contenute nelle lipsanoteche (che in origine erano distribuite negli altari di tutta la chiesa) furono donate, già a partire dal 1594, dalla principale benefattrice dei gesuiti di Napoli, la principessa di Bisignano, Isabella Feltria della Rovere, che in parte le aveva a sua volta richieste e ottenute dal cardinale Odoardo Farnese.

#### Cappelle della navata destra
La navata destra ha lo stesso schema di quella sinistra, con in successione: due cappelle laterali, la cappella del transetto e poi le due presbiteriali, una sulla parete di fondo ed una accanto all'abside della navata mediana.
La prima sulla destra è la cappella di San Carlo Borromeo, costruita con il contributo di Giovan Tommaso Borrello e ultimata nel 1621. Il benefattore è ricordato insieme alla moglie negli stemmi ai lati dell'altare e nella lapide sul pavimento. San Carlo Borromeo (1538-1584), arcivescovo di Milano nell'ultimo ventennio della sua vita, fu un grande amico e protettore dei gesuiti. A lui sono dedicati sia la pala d'altare, San Carlo in estasi, sia gli affreschi dell'arco superiore: San Carlo assiste gli appestati. Ai lati del finestrone sono raffigurati San Francesco d'Assisi e San Francesco di Paola. In alto, al centro del timpano, troviamo invece un piccolo quadro che rappresenta la Trinità. Tutti questi dipinti sono stati realizzati da Giovanni Bernardino Azzolino tra il 1618 e il 1620. Le decorazioni marmoree sono di Costantino Marasi e Vitale Finelli. Sono invece di Cosimo Fanzago tutte le sculture della cappella, che risalgono al 1620 e comprendono tre coppie di angeli, una sul timpano principale e due coppie sui timpani delle due porte delle pareti laterali, oltre a due bassorilievi che rappresentano Sant'Aniello e Sant'Aspreno, e che sporgono dai timpani posti sopra le due nicchie delle pareti laterali. Queste nicchie sono ora occupate da due grosse riproduzioni in legno di ostensori eucaristici, ma un tempo ospitavano le statue di Sant'Ambrogio e Sant'Agostino, sempre del Fanzago, poi spostate nel cappellone di San Francesco Saverio nel XVIII secolo. Sulla cupola antistante la cappella sono affrescati i Simboli della Passione, di Giuseppe Simonelli, della fine del XVII secolo, mentre nei pennacchi si trovano figure di Dottori della Chiesa, dell'Azzolino.
La seconda cappella è la cappella della Visitazione, realizzata per iniziativa della famiglia Merlino a partire dal 1650. La decorazione marmorea di questa cappella è in gran parte opera di Cosimo Fanzago, che dal 1660 al 1666 completò i lavori iniziati dieci anni prima da Donato Vannelli e Antonio Solaro. Gli Angeli nelle nicchie superiori sono di Andrea Falcone, e risalgono probabilmente al 1662, mentre gli Angeli presenti sui timpani delle pareti laterali sono di Domenico Moisè (1685). La pala d'altare, che rappresenta la Visitazione di Maria a Santa Elisabetta, è opera di Massimo Stanzione, che vi lavorò dal 1649 fino alla morte, avvenuta a Napoli per l'epidemia di peste del 1656. Il quadro fu quindi completato da Santillo Sannino, allievo di Stanzione, tra il 1659 e il 1660. A Massimo Stanzione è attribuito anche il piccolo quadro sovrastante, con Gesù Bambino e San Giovannino. Sono invece di Luca Giordano i tre affreschi sull'arcone, con Storie di San Giovanni Battista, e quelli sulle due semilunette, con San Giuseppe e il Profeta Isaia. Sempre opera di Giordano sono le Eroine dell'Antico Testamento, sui pennacchi della piccola cupola adiacente. Tutti questi affreschi sono datati tra il 1684 e il 1687. L'affresco della cupola, Il sacrificio di Aronne, di Gaetano d'Apuzzo, firmato e datato 1790, sostituisce un precedente Trionfo di Giuditta, di Luca Giordano, andato distrutto con il terremoto del 1688.
La cappella è dedicata anche a San Giuseppe Moscati (1882-1927), illustre medico e docente di chimica fisiologica alla facoltà di medicina di Napoli, canonizzato nel 1987, distintosi per l'instancabile carità verso i malati più poveri, che esercitò sia attraverso la professione medica che mediante il sostegno umano e materiale. Il corpo del Santo si trova nell'urna in bronzo presente al centro della cappella, davanti al paliotto dell'altare, dove è stato trasferito nel 1977. L'urna, realizzata in quello stesso anno da Amedeo Garufi, comprende tre bassorilievi che rappresentano, rispettivamente, San Giuseppe Moscati che tiene una lezione all'università, che guarisce un bambino tenuto sulle ginocchia dalla madre, e che cura i malati in ospedale. Sul lato sinistro della cappella si trova la statua in bronzo del Santo, scolpita da Pier Luigi Sopelsa nel 1990. Fin dalla collocazione del corpo del Santo nell'urna, la cappella è meta di frequenti visite e pellegrinaggi di fedeli. Gli stessi fedeli si recano spesso anche nelle Sale di San Giuseppe Moscati, alle quali si accede tramite una porta presente sul lato sinistro del cappellone di San Francesco Saverio. Queste sale custodiscono foto storiche, manoscritti e ricordi materiali del Santo. Sono compresi gli abiti e gli strumenti medici, e persino gli arredi dello studio medico e della stanza da letto, presenti in origine nella sua casa, che si trova a breve distanza dalla chiesa, e che qui sono stati ricreati interamente dopo la donazione di tutti questi oggetti da parte della sorella Anna.

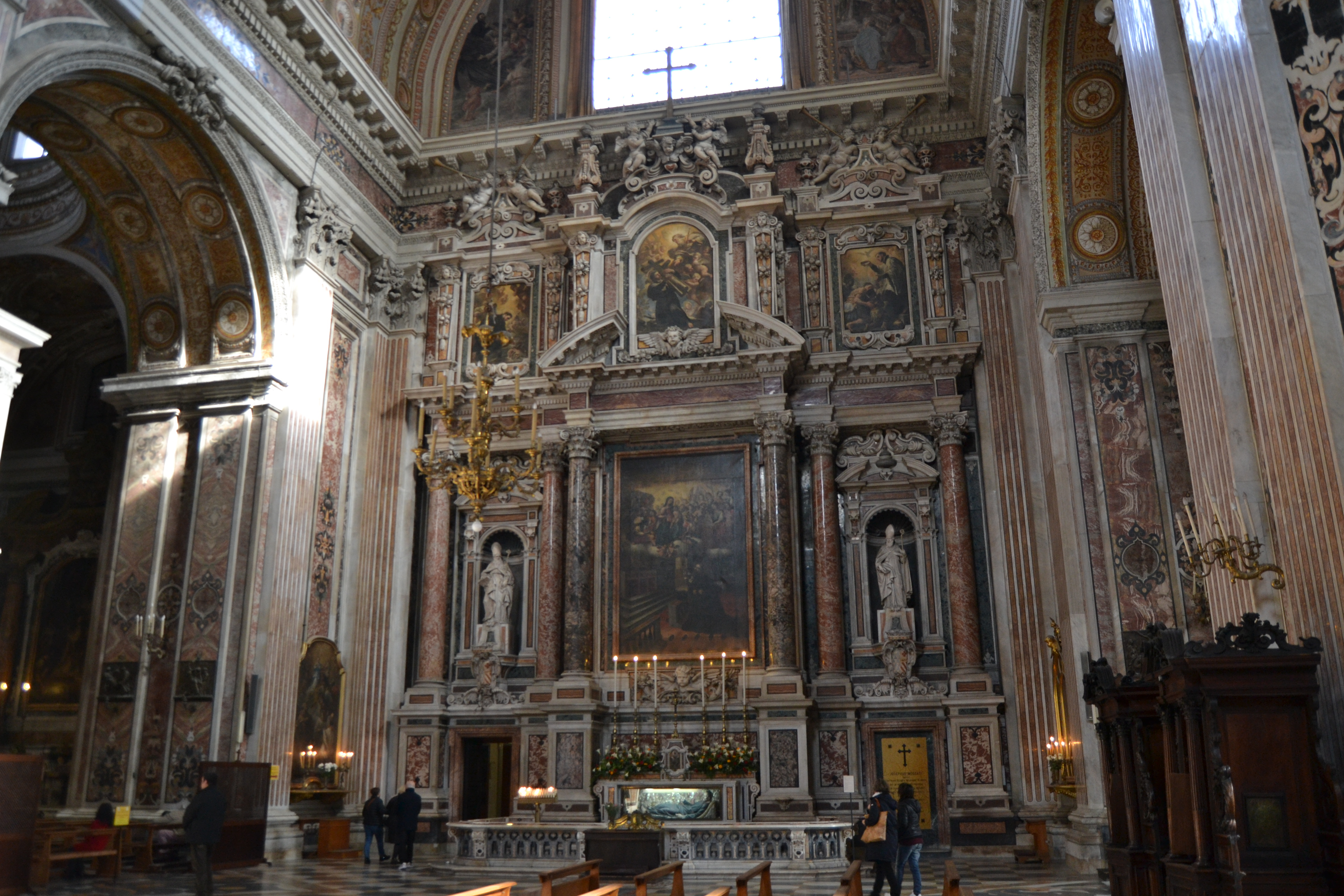
Cappellone di san Francesco Saverio (transetto destro)

Il cappellone di San Francesco Saverio corrisponde al lato destro del transetto, e venne realizzato a spese di Beatrice Orsini, duchessa di Gravina, come ricordano la lapide sul pavimento e i due stemmi ai lati dell'altare. San Francesco Saverio (1506-1552), uno dei primi compagni di Sant'Ignazio di Loyola, fu il primo missionario gesuita a raggiungere l'Asia, dando inizio alle prime missioni della Compagnia di Gesù in India, in Giappone e in diverse isole del Sud-Est Asiatico. L'ambiente del cappellone è ornato da decorazioni marmoree di Giuliano Finelli, Donato Vannelli e Antonio Solaro. Sono invece di Cosimo Fanzago le due sculture laterali, raffiguranti Sant'Ambrogio e Sant'Agostino, entrambe databili al 1621. Le statue poggiano su cubi marmorei, essendo più piccole rispetto all'altezza delle nicchie. Provengono infatti dalla cappella di San Carlo Borromeo, e furono collocate qui nel '700 per sopperire alla mancanza delle due statue progettate in origine e mai realizzate. In basso, davanti al paliotto dell'altare, si trova una modesta statua della Val Gardena, raffigurante la morte di San Francesco Saverio nell'sola di Sanciàn, mentre si accingeva ad evangelizzare la Cina. Sull'altare fa mostra un San Francesco Saverio in estasi, tela di Giovanni Bernardino Azzolino. I quadri presenti in alto, di Luca Giordano, sono: San Francesco Saverio trova il Crocifisso in mare tra le chele di un granchio, Il Santo caricato dalle croci ed Il Santo che battezza gli indiani, tutti del 1676-77. Sia gli affreschi nelle due lunette accanto al finestrone, sia quelli nei quattro riquadri più piccoli della volta rappresentano Storie della vita e dei miracoli di San Francesco Saverio, e sono opera di Belisario Corenzio, come pure le figure allegoriche nelle quattro lunette della volta. È invece di Paolo De Matteis l'affresco nel riquadro più grande, al centro della volta, la Predicazione di San Francesco Saverio. In basso, sulle due pareti laterali, troviamo due quadri: a sinistra La Vergine Bambina con Sant'Anna, San Giuseppe, San Gioacchino, San Francesco De Geronimo e San Ciro, di Ludovico Mazzanti, del 1720, inizialmente nella cappella di San Francesco De Geronimo e, a destra, il polittico della Madonna del Rosario, di Fabrizio Santafede, dove il quadro più grande è circondato da quindici quadretti che raffigurano i Misteri del Rosario. Una porta sulla sinistra del cappellone consente di accedere alle Sale di San Giuseppe Moscati, già descritte al termine della sezione dedicata alla seconda cappella.
Superato il transetto si aprono le due cappelle presbiteriali della navata destra: la cappella di San Francesco Borgia e quella del Sacro Cuore.
La cappella di San Francesco Borgia, inizialmente dedicata all'Annunciazione, fu costruita per interessamento della famiglia De Vito, e intitolata al Santo spagnolo nel 1624, anno della sua beatificazione. San Francesco Borgia (1510-1571), pronipote di papa Alessandro VI, fu duca di Candia e viceré di Catalogna. Rimasto vedovo, rinunciò a onori e ricchezze ed entrò nella Compagnia di Gesù, di cui divenne terzo Generale, fondando anche il Collegio Romano dei gesuiti. Fu canonizzato nel 1671. La cappella è arricchita unicamente con opere settecentesche, essendo stata distrutta dal terremoto del 1688. Il gusto artistico tipico del XVIII secolo è testimoniato soprattutto dall'altare che, realizzato nel 1754 da Aniello, Gaspare e Romualdo Cimafonte, si distingue nettamente da tutti gli altri altari della chiesa per la sua forma arcuata. Il quadro principale, San Francesco Borgia in preghiera davanti al Santissimo Sacramento, anch'esso del 1754, è di Sebastiano Conca. Nel dipinto, tra le figure in secondo piano, si nota quella di San Stanislao Kostka, che, a soli 17 anni, si recò a Roma per chiedere a San Francesco Borgia, allora Generale, di poter di entrare nella Compagnia di Gesù. La bellissima balaustra di marmi preziosi, sempre del 1754, è opera di Agostino Chirola, che vi ha raffigurato alcuni simboli di San Francesco Borgia, come il calice, che richiama la grande devozione del Santo all'eucaristia, e il galero, che ricorda il suo rifiuto della nomina a cardinale. Questi stessi simboli sono portati in trionfo dagli Angeli dipinti sulla volta da Angelo Mozzillo alla fine del '700. Le due lunette accanto al finestrone contengono figure di Virtù, affrescate da Antonio Della Gamba intorno alla metà del XVIII secolo. I due Angeli portacandelabro ai lati dell'altare, entrambi di autori ignoti, sono rispettivamente di legno e ottone dorato, della seconda metà del XVIII secolo, e di legno e cartapesta, della fine del XIX secolo.
Davanti all'altare, al centro del presbiterio, si trova un grande Crocifisso ligneo della metà del XIV secolo, donato dalla congrega dei Santi Andrea e Marco a Nilo. Nel 1994 i gesuiti ne hanno curato il restauro, e nell'anno successivo lo hanno collocato alla destra dell'altare maggiore, spostandolo quindi in questa cappella circa un decennio dopo.
Segue la cappella del Sacro Cuore, così chiamata per la presenza, sull'altare, di una statua del Sacro Cuore di Gesù, del 1904, modellata su quella del santuario di Monmartre a Parigi. La statua, di modesta fattura, ma molto venerata, si trovava inizialmente sul lato sinistro del cappellone di Sant'Ignazio di Loyola, e venne spostata qui nel 1951, quando la cappella divenne un centro di devozione al Sacro Cuore. Prima di allora, sull'altare era presente la pala della Santissima Trinità e santi, ora visibile sulla parete sinistra del cappellone di Sant'Ignazio di Loyola. Ai lati dell'altare si trovano due statue più piccole di epoca recente, raffiguranti San Claudio de La Colombière e Santa Margherita Maria Alacoque, che promossero il culto del Sacro Cuore. In origine la cappella era dedicata agli angeli, come testimoniano sia il ciclo di affreschi sia la lapide posta sulla parete sinistra, dove si legge che la cappella fu consacrata nel 1601 alla Beata Vergine dei Sette Angeli. Sempre la lapide attesta che la cappella fu realizzata con il contributo delle sorelle Silvia e Marzia Carafa, duchesse di Policastro, entrambe morte appena trentenni e qui sepolte. La cappella è caratterizzata da una doppia balaustra. La balaustra esterna fa parte della prima decorazione marmorea, realizzata nel 1605 da Mario e Costantino Marasi insieme alle paraste e al pavimento. La balaustra interna è invece della seconda metà del XVII secolo. L'aggiunta della seconda balaustra si deve al fatto che, dopo la metà del '600, le funzioni celebrate nella cappella iniziarono ad essere frequentate dalla Congregazione della Natività della Vergine, detta anche Congregazione dei Nobili, per cui lo spazio tra le due balaustre era occupato dagli ufficiali della Congregazione. Le colonne e il timpano sull'altare, compresi gli Angeli presenti sul timpano, sono attribuiti a Francesco Cassano. L'altare, opera molto più recente, è di Corrado Gianì (1954). Come accennato, gli affreschi di Belisario Corenzio, dei primissimi anni del '600, sono tutti incentrati sul tema degli angeli. Sulla volta troviamo infatti Gloria dei Santi intorno all'Agnello, Il Figliuol Prodigo e La caduta di Lucifero. Sulle due lunette accanto al finestrone: Sogno di Giacobbe e Lotta di Giacobbe con l'angelo. Infine, nei due grandi riquadri sulle pareti laterali, sono dipinti, a sinistra Gesù servito dagli angeli dopo il digiuno di quaranta giorni nel deserto e a destra San Pietro battezza il Centurione Cornelio.